# 宮城野
宮城野（みやぎの）は宮城県仙台市の東部にあった原野である。古代から歌枕として和歌に詠まれた。原野としては一部が近代まで残っていたが、それも戦後の都市開発で姿を消し、現在は仙台市宮城野区に町名としてその名が残っている。

## 宮城野の範囲
宮城野という地名の初出は平安時代の勅撰和歌集『古今和歌集』とされる。以下がその歌である。
- 宮城野のもとあらの小萩つゆを重み風をまつごと君をこそまて（よみ人しらず）
- みさぶらひみかさと申せ宮城野の木の下露は雨にまされり（東歌）

ただ、この頃の宮城野の位置、範囲については明確ではない。宮城野は陸奥国府の多賀城があった宮城郡に由来し、広い範囲を漠然と指していたとも考えられている。後に仙台城の城下町が建設される地域も、海辺付近も宮城野だったと言われている。古代の幹線道路の一つである東山道は、陸奥国分寺の辺りを通り、多賀城に至っていて、この道沿いに歌枕が点在していた。江戸時代になって、仙台城城下町の東側、陸奥国分寺の北側の野原が宮城野と比定されるようになった。正保年間（1645年から1648年）の仙台城下絵図に宮城野が見られる。
また、この陸奥国分寺付近は国分原（こくぶがはら）とも言われていた。鎌倉時代の歴史書『吾妻鏡』によれば、鎌倉政権と奥州藤原氏が争った、1189年（文治5年）の奥州合戦で、藤原泰衡は源頼朝の軍勢を迎え撃つために国分原鞭楯に本陣を置いたという。江戸時代の仙台藩の地誌『封内風土記』は、国分原と宮城野を同地とする。

## 文学の中の宮城野

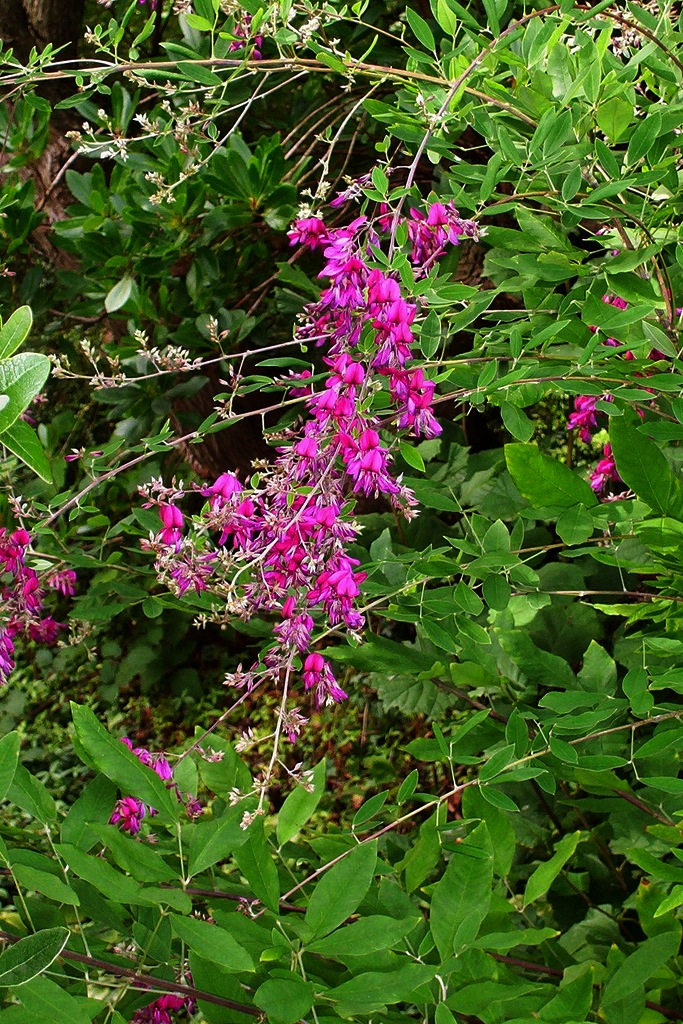
萩は宮城野と共によく詠まれた。

宮城野は歌枕として歌に詠まれた。宮城野を詠んだ歌の例として、以下のものがある。
- 宮城野を思ひ出でつつ植えしけるもとあらの小萩花咲きにけり（能因『能因集』）
- 萩が枝の露ためず吹く秋風に牡鹿鳴くなり宮城野の原（西行『山家集』）
- うつりあへぬ花の千種にみだれつつ風の上なる宮城野の露（藤原定家『定家卿百番自歌合』）
- 宮城野の萩の名に立本荒の里はいつより荒れ始めけむ（宗久『都のつと』）
- さまざまに心ぞとまる宮城野の花のいろいろ虫のこえごえ（源俊頼『堀川百首』）

また、宮城野は『源氏物語』の中でも詠まれている。これにより、宮城野の声価はより高まっただろうともいわれる。
- 宮城野の露吹きむすぶ風の音に小萩がもとを思ひこそやれ（桐壺の帖）
- 宮城野の小萩がもとと知らませばつゆもこころをわかずぞあらまし（東屋の帖）

ただし、地名としての歌枕は観念上のものであることが多く、宮城野の実際の景色を詠んだ歌はほとんどない。萩、露、鹿が宮城野の縁語となり、これと共に詠まれた。このような宮城野の心象が都人の憧憬を掻き立てたのである。ただし、宗久の『都のつと』は紀行であり、実際の宮城野を偲んだものとされる。
近世においては、『おくのほそ道』の旅路で松尾芭蕉が宮城野を訪れたが、ここでの句を残してはいない。1771年（明和8年）に宮城野を訪れた儒学者の細井平洲が「粟の畑にくさぐさの葉もまじりおりて、いずこに萩の咲いたるらん」と、寛政（1789年から1801年）の頃に俳人の遠藤曰人が「宮城野を大根うえてへらしけり」と、当時の宮城野の様子を記している。
近代文学においては、島崎藤村の詩に宮城野が見られる。詩集『若菜集』の「草枕」において「道なき今の身なればか　われは道なき野を慕ひ　思ひ乱れてみちのくの　宮城野にまで迷ひきぬ　心の宿の宮城野よ　乱れて熱き吾身には　日影も薄く草枯れて　荒れたる野こそうれしけれ」と詠まれている。

## 近世以降の変遷

### 近世

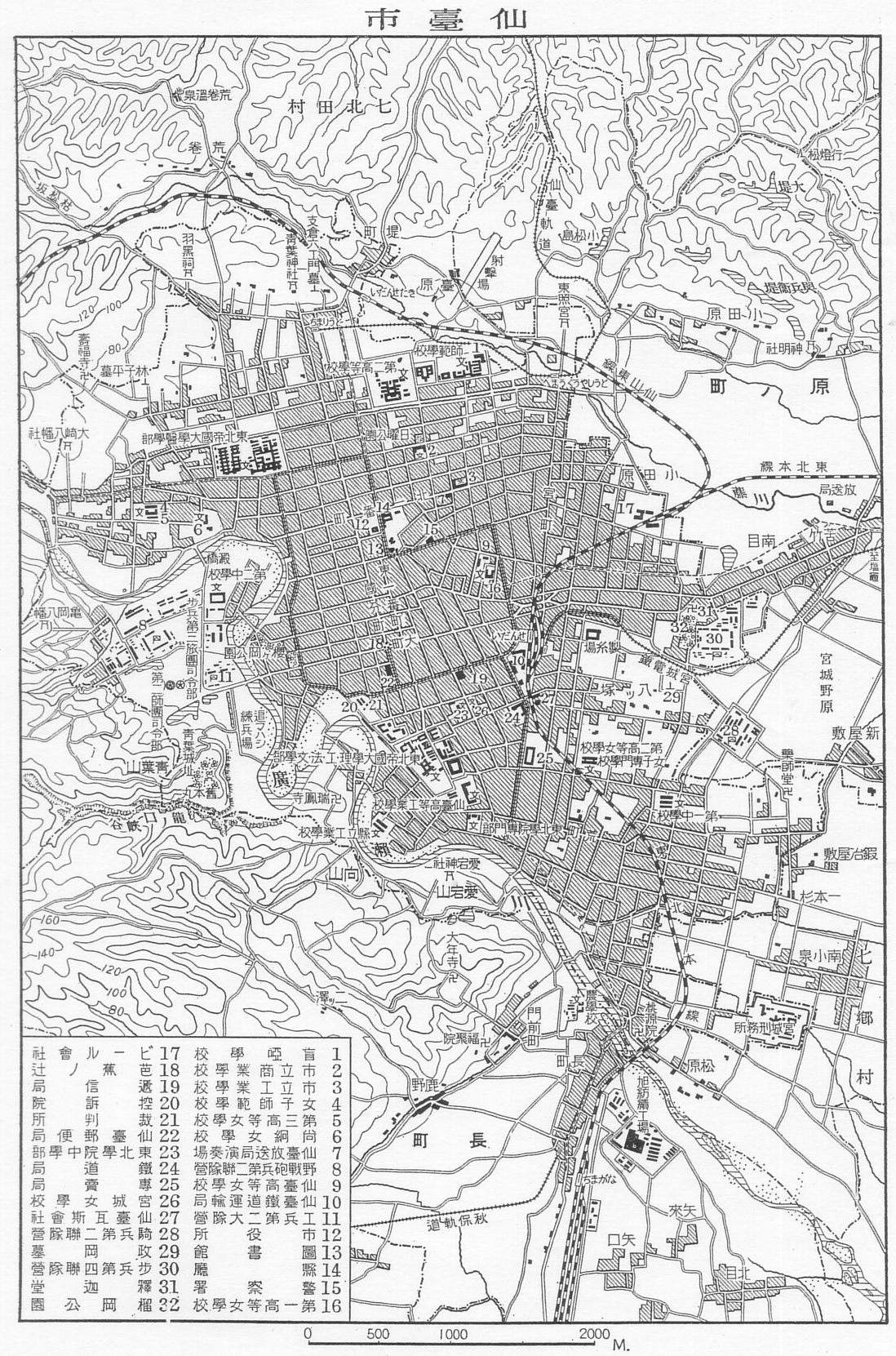
昭和初期の仙台市の地図。地図の右側に宮城野原が見られる。この頃の宮城野原は陸軍の練兵場だった。

江戸時代に入って、仙台城とその城下町の建設や田畑の開墾が行われる中で、城下町の東側、陸奥国分寺の北側の区域は、藩主の狩場として野原のまま残された。そのため「生巣原（いけすはら）」とも呼ばれた。野守がここに置かれ、人々がこの野原にみだりに入ることは禁じられた。
仙台藩の地誌『奥羽観蹟聞老志』によれば、この頃の宮城野原は、ハギやオミナエシ、ワレモコウ、フジバカマ、キキョウなどの草花が茂り、ヒバリやウズラが生息する野原だった。仙台藩第4代藩主伊達綱村は、宮城野の萩が絶えることがないよう、これを他の5箇所に植えさせた。
また、宮城野原の東側には鈴虫壇と称されるところがあり、仙台城の奥方や姫君がここにスズムシの音を聞きに来たという。仙台藩では、藩主の伊達家が朝廷と徳川将軍家にスズムシを献上する習わしがあった。

### 近代
明治2年（1869年）に仙台市は野守を廃止した。仙台に東北鎮台が設置されたことから、宮城野原は陸軍の練兵場となった。ここでは、広大な敷地を利用して催事が度々行われた。
西南戦争で戦没した宮城県出身者を慰霊するために、1878年（明治11年）に招魂祭が催され、宮城野原では余興として競馬が行われた。この後も、招魂祭の一部として競馬などの余興が度々ここで行われた。1911年（明治44年）には、後に大正天皇となる皇太子を迎えて、仮設された仙台宮城野原競馬場で産馬牛組合主催による競馬が開催された。
また、1888年（明治21年）に、文部大臣の森有礼が宮城県を訪れた際、これを歓迎するために当時の仙台の児童、生徒あわせて約7000人が宮城野原に集まり、ここで連合運動会が開催された。これをきっかけに、宮城野原における小学校の連合運動会が恒例行事となった。
1913年（大正2年）には、飛行大会が行われ、白戸栄之助が操縦する奈良原式5号飛行機「鳳二世号」が宮城野原の空を飛んだ。1915年（大正4年）には曲芸飛行士アート・スミスによる飛行大会がここで行われた。この後も、何度か飛行大会が開催され、宮城飛行学校がここに設置されもしたが、これは1年で閉鎖された。
周辺の開発が進むにすれ、畑と民家が増えて原野は失われ、1923年（大正11年）頃までに萩や鈴虫は絶えてなくなった。

### 現代

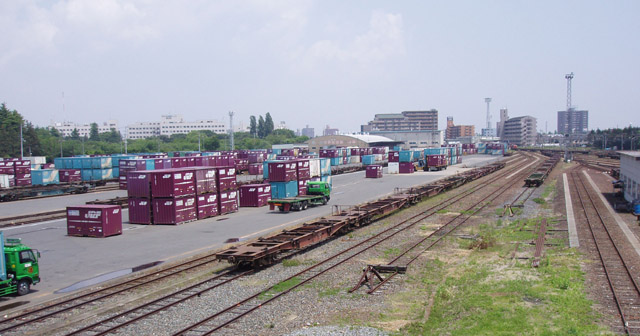
練兵場跡地に建設された宮城野駅。

戦後の宮城野原は、一部が進駐軍用地になったほかは、近隣住民の耕作地となっていた。
宮城県は、練兵場跡地の約半分の敷地に宮城野原公園総合運動場を計画した。この運動場は1949年（昭和24年）に起工され、1952年（昭和27年）の第7回国民体育大会までに宮城球場や宮城陸上競技場などの諸施設が順次、竣工した。
また、戦後の復興の中で仙台駅の貨客分離が計画され、練兵場跡地に貨物駅が建設されることになった。国鉄は長町駅と東仙台駅の間に、仙台駅を経由しない貨物線を敷設し、練兵場跡地に宮城野駅が1961年（昭和36年）に開業した。
1965年（昭和40年）にこの付近一帯の町名は「宮城野」となった。また、1989年（平成元年）に仙台市が政令指定都市へ移行した際、仙台市北東部は宮城野から名前をとった宮城野区となった。

## 宮城野の萩
宮城野の萩は都にまで知れ渡る著名なものだったと言われる。平安時代後期、陸奥守だった橘為仲がその任を終えて都へ帰還する際、都人を喜ばせるために、宮城野の萩を長櫃に入れて持ち帰ったという逸話もある。この時代の宮城野の萩がどのようなものだったのか、具体的にはわからない。後の江戸時代の地誌によれば、江戸時代の宮城野の萩は一年生植物の草萩であると記される。それと同時に、宮城野の萩がかつて弓や鼓の材料として使われていたという言い伝えへの言及もある。
ハギの種として宮城野から名を付けられたミヤギノハギがあるが、これと歌に詠まれた宮城野の萩はそれぞれ異なるものとされる。現代の植物図鑑によれば、宮城野に野生のミヤギノハギはない。今日、仙台の周辺に自生する主なハギとしては、キハギ、ツクシハギ、ヤマハギがある。